# Алфред Шклярски
А̀лфред Шкля̀рски (на полски: Alfred Szklarski) е полски писател на произведения за юноши и приключенски романи. Писал е и под псевдонимите Алфред Броновски (на полски: Alfred Bronowski), Фред Гарланд (на полски: Fred Garland), Александер Груда (на полски: Aleksander Gruda) и Алфред Муравски (на полски: Alfred Murawski).

## Биография и творчество
Алфред Шклярски е роден на 21 януари 1912 г. в Чикаго, САЩ. Син на полския емигрант и журналист Анджей Шклярски и Мария Маркозик. Започва да учи в Чикаго, но през 1926 г. се връща с баща си в Полша. Първо живее във Влоцлавек, а от 1932 г. във Варшава. В периода 1932 – 1938 г. учи дипломатически отношения в Академията за политически науки. След дипломирането си се насочва към дипломатическа кариера, но тя е прекъсната от Втората световна война.
Шклярски остава в столицата по време на окупацията. Пише романи под псевдоним, които публикува в списания на полски език. Участва в нелегалната Армия Крайова и участва във Варшавското въстание. След потушаването му отива да живее в Краков, а през февруари 1945 г. се установява за постоянно в Катовице.
В следвоенните години продължава да пише под псевдонимите Алфред Броновски и Фред Гарланд. Издателската му къща го убеждава да пише книги за юноши. През 1948 г. излиза първата му книга от известната поредица „Приключенията на Томек Вилмовски“. В нея главният герой Томек е младо момче, което пътува със своите приятели по света и преживява много приключения и научава стойността на приятелството и отговорността. Книгите са пълни с географски, исторически, културни и биологични знания, с много хумор и забавления. Последния роман от приключенската поредица е завършен след смъртта му от приятеля му католическия свещеник и писател Адам Зелг.
През 1949 г. е репресиран от тоталитарната комунистическа власт за публикации в опозиционни вестници и е осъден на 8 години затвор. Излиза от затвора през 1953 г. В периода 1954 – 1977 г. е редактор на издателство „Силезия“ в Катовице.
В периода 1975 – 1979 г. пише заедно със съпругата си Кристина трилогията уестърни „Златото на Черните хълмове“. В тях сюжетите се развиват около ловът на бизони, междуплеменните конфликти и сблъсъка на индианците с културата на белите. В много отношения те са социална метафора за съвременния живот в Полша. Чрез тях Шклярски осъжда разделението между расите и подкрепя обединението на народите.
Писателят е носител е на наградите „Орлово перо“ (1968), на списание „Пламък“, на „Орден на усмивката“ (1971), и на награди на министър-председателя (1973, 1987) за своите творби за младежи. Той не е много известен по света, но е почитан в родината си и славянските страни. Произведенията му са издадени в над 11 милиона екземпляра.
Алфред Шклярски умира на 9 април 1992 г. в Катовице, Полша.

## Книги издадени в България
На български език са издадени два романа на Шклярски – „Томек на военната пътека“, 1967 (изд. „Народна култура“, в поредицата „Четиво за юноши“) и „Томек при изворите на Амазонка“, 1971 (в същата поредица).

## Произведения

### Самостоятелни романи
- Żelazny pazur (1942)
- Krwawe diamenty (1943)
- Tornado (1943) – като Александър Груда
- Tajemnica grobowca (1944)
- Gorący ślad. Współczesna powieść sensacyjna (1946) – като Алфред Броновски
- Trzy Siostry. Powieść. (1946) – като Алфред Броновски
- Błędne ognie. Opowieść współczesna z życia górników (1947) – като Алфред Броновски
- Nie czekaj na mnie. Powieść współczesna (1947) – като Алфред Броновски
- Sobowtór profesora Rawy (1963)

### Серия „Приключенията на Томек Вилмовски“ (Adventures of Tomek Wilmowski)
1. Tomek w tarapatach (1948) – като Фред Гарланд
2. Tomek w krainie kangurów (1957)
3. Tomek na Czarnym Lądzie (1958)
4. Tomek na wojennej ścieżce (1959)
Томек на военната пътека, изд. „Народна култура“ (1967), прев. Сабина Радева
5. Tomek na tropach Yeti (1961)
6. Tajemnicza wyprawa Tomka (1963)
7. Tomek wśród łowców głów (1965)
8. Tomek u źródeł Amazonki (1967)
Томек при изворите на Амазонка, изд. „Народна култура“ (1971), прев. Магдалена Атанасова
9. Tomek w Gran Chaco (1987)
10. Tomek w grobowcach faraonów (1994) – завършен от Адам Зелг по бележки на автора

### Серия „Златото на Черните хълмове“ (The gold of the Black Hills) – с Кристина Шклярска
1. Złoto Gór Czarnych – Orle Pióra (1974)
2. Złoto Gór Czarnych – Przekleństwo złota (1977)
3. Złoto Gór Czarnych – Ostatnia walka Dakotów (1979)